# Jörg Hickl
Jörg Hickl (ur. 16 kwietnia 1965 w Wiesbaden) – niemiecki szachista, arcymistrz od 1988 roku.

## Kariera szachowa
Pierwsze sukcesy zaczął odnosić na początku lat 80. XX wieku. W 1981 roku zdobył tytuł mistrza Niemiec juniorów do lat 18, natomiast w 1984 podzielił VI lokatę (wspólnie z m.in. Jeroenem Piketem, Gadem Rechlisem i Igorem Štohlem) w rozegranych w Kiljavie mistrzostwach świata juniorów do lat 20. Pomiędzy 1986 a 2002 rokiem czterokrotnie reprezentował narodowe barwy na szachowych olimpiadach, natomiast w latach 1989 i 1992 – w drużynowych mistrzostwach Europy (w roku 1989 zdobył brązowy medal wraz z drużyną, a w 1992 – złoty za indywidualny wynik na V szachownicy). W roku 1987 zakwalifikował się do turnieju międzystrefowego w Zagrzebiu, zajmując XVI miejsce. Wielokrotnie startował w finałach indywidualnych mistrzostw Niemiec, największy sukces odnosząc w roku 1998 w Bremie, gdzie zdobył złoty medal. Oprócz tego, w roku 1991 zajął w finałowym turnieju II miejsce (za Vlastimilem Hortem).
Odniósł szereg sukcesów w turniejach międzynarodowych, m.in. w Monachium (1987, turniej strefowy, II m. za Yehudą Gruenfeldem), Grazu (1987, II m. za Branko Damljanoviciem), Biel (1988, turniej B, II m. za Alonso Zapatą), Tel Awiwie (1988, I m. oraz 1989, II m. za Michaiłem Gurewiczem), Altensteigu (1990, dz II m. za Aleksandrem Czerninem, wspólnie z Philippem Schlosserem i Heinzem Wirthensohnem), Polanicy-Zdroju (1993, memoriał Akiby Rubinsteina, dz. I m. wspólnie z Giennadijem Sosonko), Lippstadt (1994, dz. II m. za Thomasem Lutherem, wspólnie z Ivánem Faragó i Uwe Bönschem), Kalkucie (1994, dz. II m. za Siergiejem Tiwiakowem, wspólnie z m.in. Anthony Milesem, Giorgi Giorgadze i Davidem Norwoodem), Horgen (1994, dz. II m. za Julianem Hodgsonem, wspólnie z Jordim Magemem Badalsem i Margeirem Peturssonem), Hamburgu (1995, dz. II m. za Wiktorem Korcznojem, wspólnie z m.in. Igorem Štohlem, Ľubomírem Ftáčnikiem, Stefanem Kindermannem i Christopherem Lutzem), Dżakarcie (1996, dz. I m. wspólnie z Ututem Adianto), Reykjaviku (1997, dz. I m. wspólnie z Jonny Hectorem i Ludgerem Keitlinghausem), Fürth (1998, dz. II m. za Arturem Koganem, wspólnie z Christianem Gabrielem, Aleksandrem Oniszczukiem i Siergiejem Kaliniczewem) oraz w Biel (1998, dz. II m. za Mladenem Palacem, wspólnie z Gurem Mittelmanem).
Najwyższy ranking w karierze osiągnął 1 października 2002 r., z wynikiem 2605 punktów zajmował wówczas 92. miejsce na światowej liście FIDE, jednocześnie zajmując 6. miejsce wśród niemieckich szachistów.